# Бела-Виста-ду-Мараньян

Бела-Виста-ду-Мараньян на карте штата.

Бела-Виста-ду-Мараньян (порт. Bela Vista do Maranhão) — муниципалитет в Бразилии, входит в штат Мараньян. Составная часть мезорегиона Север штата Мараньян. Входит в экономико-статистический микрорегион Байшада-Мараньенси. Население составляет 12 049 человек на 2010 год. Занимает площадь 147,955 км². Плотность населения — 81,44 чел./км².

## Демография
Согласно сведениям, собранным в ходе переписи 2010 г. Национальным институтом географии и статистики (IBGE), население муниципалитета составляет:
| Полное население                               | Полное население                               | Полное население                               | Полное население                               | 12 049 |
| ---------------------------------------------- | ---------------------------------------------- | ---------------------------------------------- | ---------------------------------------------- | ------ |
| в том числе:                                   | Городское население                            | 5170                                           | Процент городского населения, %                | 42,91  |
|                                                | Сельское население                             | 6879                                           | Процент сельского населения, %                 | 57,09  |
|                                                | Мужское население                              | 6109                                           | Процент мужского населения, %                  | 50,70  |
|                                                | Женское население                              | 5940                                           | Процент женского населения, %                  | 49,30  |
| Плотность населения, чел/км²                   | Плотность населения, чел/км²                   | Плотность населения, чел/км²                   | Плотность населения, чел/км²                   | 81,44  |
| Население муниципалитета в % к населению штата | Население муниципалитета в % к населению штата | Население муниципалитета в % к населению штата | Население муниципалитета в % к населению штата | 0,18   |

По данным оценки 2016 года, население муниципалитета составляет 10 931 житель.

## Статистика
- Валовой внутренний продукт на 2003 год составляет 9 467 708,00 реалов (данные: Бразильский институт географии и статистики).
- Валовой внутренний продукт на душу населения на 2003 год составляет 959,92 реалов (данные: Бразильский институт географии и статистики).
- Индекс развития человеческого потенциала на 2000 год составляет 0,569 (данные: Программа развития ООН).